# Kim Stacey
Kim Stacey (ur. 3 maja 1980 w Concord) – amerykańska snowboardzistka, mistrzyni świata.

## Kariera
Pierwszy raz na arenie międzynarodowej pojawiła się 3 marca 1995 roku w Hidden Valley, gdzie w zawodach FIS Race zajęła trzecie miejsce w gigancie. W 1997 roku wystartowała na mistrzostwach świata juniorów w Corno alle Scale, zdobywając brązowy medal w halfpipe'ie. Na tej samej imprezie była też osiemnasta w gigancie. Były to jej jedyne starty w zawodach tego cyklu.
W zawodach Pucharu Świata zadebiutowała 16 listopada 1997 roku w Tignes, zajmując 38. miejsce w halfpipe’ie. Pierwsze pucharowe punkty wywalczyła 26 listopada 1997 roku w Hintertux, zajmując 16. miejsce. Pierwszy raz na podium zawodów tego cyklu stanęła blisko rok później, 23 listopada 1998 roku w Tandådalen, kończąc rywalizację w halfpipe’ie na drugiej pozycji. W zawodach tych rozdzieliła swą rodaczkę Michelle Taggart i Francuzkę Doriane Vidal. Łącznie 10 razy stawała na podium zawodów PŚ, odnosząc przy tym dwa zwycięstwa: 31 stycznia 1999 roku w Mont-Sainte-Anne oraz 11 marca 2000 roku w San Candido była najlepsza w halfpipe’ie. Najlepsze wyniki osiągnęła w sezonie 1998/1999, kiedy to zajęła 16. miejsce w klasyfikacji generalnej, a w klasyfikacji halfpipe’a była trzecia.
Jej największym sukcesem jest złoty medal w halfpipe’ie zdobyty na mistrzostwach świata w Berchtesgaden w 1999 roku. Pokonała tam Doriane Vidal i Annę Hellman ze Szwecji. Nigdy więcej nie wystąpiła na mistrzostwach świata. Nie startowała też na igrzyskach olimpijskich.
W 2001 r. zakończyła karierę.

## Osiągnięcia

### Mistrzostwa świata
| Miejsce | Dzień       | Rok  | Miejscowość   | Konkurencja | Zwycięzca |
| ------- | ----------- | ---- | ------------- | ----------- | --------- |
| 1.      | 16 stycznia | 1999 | Berchtesgaden | Halfpipe    | -         |

### Puchar Świata

#### Miejsca w klasyfikacji generalnej
- sezon 1997/1998: 127.
- sezon 1998/1999: 16.
- sezon 1999/2000: 31.
- sezon 2000/2001: -

#### Miejsca na podium
1. Tandådalen – 23 listopada 1998 (halfpipe) - 2. miejsce
2. Whistler – 11 grudnia 1998 (halfpipe) - 3. miejsce
3. Mont-Sainte-Anne – 31 stycznia 1999 (halfpipe) - 1. miejsce
4. Park City – 6 lutego 1999 (halfpipe) - 2. miejsce
5. Naeba – 20 lutego 1999 (halfpipe) - 3. miejsce
6. Olang – 13 marca 1999 (halfpipe) - 3. miejsce
7. Whistler – 12 grudnia 1999 (halfpipe) - 3. miejsce
8. Mont-Sainte-Anne – 19 grudnia 1999 (halfpipe) - 3. miejsce
9. Park City – 4 marca 2000 (halfpipe) - 2. miejsce
10. San Candido – 11 marca 2000 (halfpipe) - 1. miejsce

- W sumie 2 zwycięstwa, 3 drugie i 5 trzecich miejsc.